# Guillemina Maria de Dinamarca
Guillemina Maria de Dinamarca, duquessa de Schleswig-Holstein-Sondenburg-Glücksburg (Kiel 1808 - Glücksburg 1891) va ser princesa de Dinamarca amb el tractament d'altesa reial que contragué matrimoni en dues ocasions, primer amb el príncep Frederic de Dinamarca i després amb el duc Carles de Schleswig-Holstein-Sondenburg-Glücksburg.
Nascuda el dia 18 de gener de 1808 a la ciutat de Kiel essent filla del rei Frederic VI de Dinamarca i de la landgravina Maria de Hessen-Kassel. Guillemina era neta per via paterna del rei Cristià VII de Dinamarca i de la princesa Carlota Matilde del Regne Unit; mentre que per via materna ho era del landgravi Carles de Hessen-Kassel i de la princesa Lluïsa de Dinamarca.
El dia 1 de novembre de 1828 contragué matrimoni amb qui esdevindria rei Frederic VII de Dinamarca, fill del rei Cristià VII de Dinamarca i de la duquessa Carlota de Mecklenburg-Schwerin. La parella no tingué descendència i es divorciaren l'any 1837.
El 19 de maig de 1838 es casà al Palau d'Amalienborg amb el duc Carles de Schleswig-Holstein-Sondenburg-Glücksburg. Carles era el germà gran de qui esdevindria rei Cristià IX de Dinamarca. La parella no tingué descendència.
Guillemina morí a Glücsburg el dia 30 de maig de 1891 a l'edat de 82 anys.